# Maximiliano Romero
Maximiliano Samuel Romero (Moreno, 9 januari 1999) is een Argentijns voetballer die doorgaans als aanvaller speelt. Hij verruilde PSV per januari 2024 voor Racing Club, dat hem in het voorgaande anderhalf jaar al huurde. In 2024 speelt hij op huurbasis voor Argentinos Juniors.

## Clubcarrière
Romero is afkomstig uit de jeugd van Vélez Sarsfield. Hij debuteerde op 9 februari 2016 in de Argentijnse Primera División, tegen CA Sarmiento. Hij viel na 84 minuten in voor Hernán Toledo. Vijf dagen later maakte hij zijn eerste competitietreffer, tegen Club Olimpo. Hij kwam na 73 minuten het veld in en maakte enkele minuten later de winnende treffer. Romero kreeg op 28 maart 2016 zijn eerste basisplaats, tegen Quilmes AC.
Romero tekende op 21 december 2017 een contract van 1 juli 2018 tot medio 2023 bij PSV. Volgens Vélez Sarsfield betaalde de Eindhovense club ruim tien miljoen euro voor hem en 10% van de winst bij doorverkoop. Volgens voetbaltijdschrift Voetbal International ging het om acht miljoen euro, dat door bonussen zou kunnen oplopen. PSV maakte ruim een week nadat Romero zijn contract tekende bekend dat het hem in het halfjaar voorafgaand aan zijn definitieve overgang al op huurbasis inlijfde. Door blessures kwam hij hierin niet in actie. Romero maakte uiteindelijk op 11 augustus 2018 zijn officiële debuut voor PSV. Hij kwam die dag in de 81e minuut in het veld voor Gastón Pereiro tijdens een met 4–0 gewonnen competitiewedstrijd thuis tegen FC Utrecht. Hij bleef ook daarna kwakkelen met blessures. PSV probeerde hem daarop fit te krijgen door hem naar belastbaarheid mee te laten draaien in Jong PSV. Hij kwam dat seizoen niet meer in actie in de hoofdmacht. PSV verhuurde Romero gedurende het seizoen 2019/20 aan zijn oude club Vélez Sarsfield. Hier ging hij weer regelmatig spelen. Romero debuteerde daarbij in februari 2020 ook in de Copa Sudamericana. Romero maakte op 19 september 2020 zijn eerste doelpunt voor PSV in een 2-1 gewonnen wedstrijd tegen FC Emmen. Later in die maand raakte hij ernstig geblesseerd aan zijn kruisband, waardoor hij de rest van seizoen 2020/21 uitgeschakeld werd.
Romero keerde in september 2021 terug op het veld bij PSV, maar raakte in januari 2022 opnieuw geblesseerd, waarna hij alleen in de laatste speelronden van het seizoen nog een paar keer kon invallen. PSV verhuurde hem in juni 2022 voor een jaar aan Racing Club. Hiervoor speelde hij in ruim een jaar 38 speelronden in de Argentijnse Primera División. Eerst veel als invaller, in het laatste halfjaar als basisspeler. Bij PSV was er inmiddels geen ruimte meer voor Romero. Daarom werd zijn huurperiode in juli 2023 met een halfjaar verlengd, waarbij alle partijen overeenkwamen dat Racing hem na afloop daarvan voor 2,5 miljoen zou kopen.

## Clubstatistieken
| Seizoen      | Club              | Competitie       | Competitie | Competitie | Beker | Beker | Internationaal | Internationaal | Totaal | Totaal |
| Seizoen      | Club              | Competitie       | Wed.       | Dlp.       | Wed.  | Dlp.  | Wed.           | Dlp.           | Wed.   | Dlp.   |
| ------------ | ----------------- | ---------------- | ---------- | ---------- | ----- | ----- | -------------- | -------------- | ------ | ------ |
| 2016         | Vélez Sarsfield   | Primera División | 11         | 3          | 0     | 0     | —              | —              | 11     | 3      |
| 2016/17      | Vélez Sarsfield   | Primera División | 19         | 2          | 2     | 0     | —              | —              | 21     | 2      |
| 2017/18      | Vélez Sarsfield   | Primera División | 10         | 4          | 4     | 0     | —              | —              | 14     | 4      |
| 2017/18      | → PSV             | Eredivisie       | 0          | 0          | 0     | 0     | 0              | 0              | 0      | 0      |
| 2018/19      | PSV               | Eredivisie       | 1          | 0          | 0     | 0     | 1              | 0              | 2      | 0      |
| 2019/20      | → Vélez Sarsfield | Primera División | 22         | 7          | 1     | 0     | 2              | 0              | 25     | 7      |
| 2020/21      | PSV               | Eredivisie       | 1          | 1          | 0     | 0     | 1              | 0              | 2      | 1      |
| 2021/22      | PSV               | Eredivisie       | 10         | 0          | 2     | 0     | 1              | 0              | 13     | 0      |
| 2022         | → Racing Club     | Primera División | 20         | 2          | 2     | 1     | —              | —              | 22     | 3      |
| 2023         | → Racing Club     | Primera División | 18         | 4          | 0     | 0     | 4              | 1              | 22     | 5      |
| Club totaal* | Club totaal*      | Club totaal*     | 112        | 23         | 11    | 1     | 9              | 1              | 132    | 25     |

Bijgewerkt 3 juli 2023

## Interlandcarrière
Romero debuteerde in januari 2019 in Argentinië –20. Daarmee nam hij toen deel aan het 29e Zuid-Amerikaans kampioenschap –20.

## Erelijst
| Kampioen Eredivisie  | 1x | 2017/18 |
| KNVB Beker           | 1x | 2021/22 |
| Johan Cruijff Schaal | 1x | 2021    |